# 云池街道
云池街道，是中华人民共和国湖北省宜昌市猇亭区下辖的一个乡镇级行政单位。

## 行政区划
云池街道下辖以下地区：
金岭社区、云池社区、下马槽社区、桃子冲社区、石板冲社区、黄龙寺社区、方家岗村和福善场村。